# 굿바이 마눌
《굿바이 마눌》은 2012년 5월 7일부터 2012년 7월 10일까지 방송되었던 채널 A 월화 드라마이다.

## 프로그램 소개
아내에게 벗어나 첫사랑과의 '로맨스 어게인'을 꿈꾸는 철없는 남편과 자신을 버린 옛 사랑이 돌아오면서 가슴이 설레는 아내가 그려내는 달콤살벌한 로맨틱 코미디 드라마

## 등장 인물

### 주요 인물
- 류시원 : 차승혁 역
- 홍수현 : 강선아 역
- 박지윤 : 오향기 역
- 김민수 : 김현철 역

### 그 외 주변인물
- 오주은 : 주지애 역
- 줄리엔 강 : 강구로 역
- 데니안 : 계동희 역
- 정성모 : 소용대 역
- 윤성민 : 성민 역
- 오미희 : 이옥분 역
- 이병준 : 공 신부 역
- 이연경 : 이해심 역
- 조혜수 : 오향은 역

### 단역
- 이레 : 보육원 아이, 민서 역

## 참고 사항
- 류시원의 이혼 조정과 이 드라마의 방영 시기가 겹쳐 세간의 이슈를 모았다.[2]
- 극중 차승혁과 김현철 역을 맡았던 류시원과 김민수는 같은 소속사 알스컴퍼니에 속해있다
- 해당 드라마 OST는 극중 차승혁과 오향기 역을 맡은 류시원과 박지윤이 참여하였다

## 시청률
| 2012년 | 2012년   | 2012년         |
| 회차   | 방송일   | AGB닐슨 시청률 |
| ------ | -------- | -------------- |
| 제1회  | 5월 7일  | 0.709%         |
| 제2회  | 5월 8일  | 0.317%         |
| 제3회  | 5월 14일 | 0.264%         |
| 제4회  | 5월 15일 | 0.356%         |
| 제5회  | 5월 21일 | 0.449%         |
| 제6회  | 5월 22일 | 0.320%         |
| 제7회  | 5월 28일 | 0.355%         |
| 제8회  | 5월 29일 | 0.653%         |
| 제9회  | 6월 4일  | 0.584%         |
| 제10회 | 6월 5일  | 0.368%         |
| 제11회 | 6월 11일 | 0.179%         |
| 제12회 | 6월 12일 | 0.345%         |
| 제13회 | 6월 18일 | 0.292%         |
| 제14회 | 6월 19일 | 0.352%         |
| 제15회 | 6월 25일 | 0.436%         |
| 제16회 | 6월 26일 | 0.360%         |
| 제17회 | 7월 2일  | 0.563%         |
| 제18회 | 7월 3일  | 0.414%         |
| 제19회 | 7월 9일  | 0.440%         |
| 제20회 | 7월 10일 | 0.561%         |